# Carex hancockiana
Carex hancockiana är en halvgräsart som beskrevs av Carl Maximowicz. Carex hancockiana ingår i släktet starrar, och familjen halvgräs. Inga underarter finns listade i Catalogue of Life.